# Атернии
Атерниите (gens Aternia) са патрицианска фамилия от Древен Рим.
Известни от фамилията:
- Авъл Атерний Вар, Fontinalis, консул 454 пр.н.е. и със Спурий Тарпей Монтан Капитолин издава закона lex Aternia Tarpeia.[1]